# Joan Ángel Román
Joan Àngel Román Ollè (Reus, Tarragona, 18 de mayo de 1993) es un futbolista español que juega de centrocampista en el Wieczysta Kraków de la I Liga de Polonia.

## Trayectoria
Se formó en las categorías inferiores del R. C. D. Espanyol y en 2009 se incorporó al equipo cadete del Manchester City, llegando a jugar con el equipo juvenil y con los reservas. El 27 de junio de 2012 firmó un contrato con el F. C. Barcelona "B" por tres temporadas.
En enero de 2014 fue cedido al Villarreal C. F. para la segunda mitad de la temporada 2013-14, debutando con el Submarino Amarillo en la Primera División el 2 de febrero en la derrota 4-2 ante el Real Madrid C. F.
El 28 de junio de 2015 firmó por tres temporadas con el Sporting de Braga de Portugal una vez finalizó su contrato con el F. C. Barcelona. Debutó el 16 de agosto ante el C. D. Nacional en la Primeira Liga ingresando en el minuto 73', el encuentro acabaría 2 a 1 siendo Joan quien anotará el tanto definitivo para la victoria de los Minhotos. En la segunda vuelta de esa campaña estuvo cedido en ese mismo equipo y la siguiente se marchó a Polonia para jugar en el Śląsk Wrocław.
La temporada 2018-19 la inició en el AEL Limassol antes de regresar a Polonia donde jugó para el Miedź Legnica en dos etapas, con un paso por el Panetolikos entre ambas, el Podbeskidzie Bielsko-Biała, el Wisła Cracovia y el Wieczysta Kraków.

## Clubes
| Equipo                     | País     | Año       | Partidos | Goles |
| -------------------------- | -------- | --------- | -------- | ----- |
| F. C. Barcelona "B"        | España   | 2012-2015 | 71       | 9     |
| Villarreal C. F. (cedido)  | España   | 2014      | 3        | 0     |
| Sporting Braga             | Portugal | 2015-2018 | 5        | 1     |
| C. D. Nacional (cedido)    | Portugal | 2016      |          |       |
| Śląsk Wrocław (cedido)     | Polonia  | 2016-2017 | 12       | 1     |
| AEL Limassol               | Chipre   | 2018-2019 |          |       |
| Miedź Legnica              | Polonia  | 2019      |          |       |
| Panetolikos                | Grecia   | 2019-2020 |          |       |
| Miedź Legnica              | Polonia  | 2020-2021 |          |       |
| Podbeskidzie Bielsko-Biała | Polonia  | 2021-2023 |          |       |
| Wisła Cracovia             | Polonia  | 2023-2024 |          |       |
| Wieczysta Kraków           | Polonia  | 2024-     |          |       |

## Palmarés

### Títulos nacionales
| Título          | Club           | País    | Año  |
| --------------- | -------------- | ------- | ---- |
| Copa de Polonia | Wisła Cracovia | Polonia | 2024 |